# 里奇蒙德·博阿基耶
里奇蒙德·博阿基耶（英語：Richmond Yiadom Boakye，1993年1月28日—），是加纳足球运动员，司职前锋。现时效力马来西亚超级足球联赛球队雪兰莪。

## 荣誉

### 俱乐部
热拿亚青年队
- 意大利青年甲组联赛冠军：2009–10
- 意大利青年杯冠军：2008–09
- 意大利青年超级杯冠军：2009、2010

萨索罗
- 意大利足球乙级联赛冠军：2012–13

贝尔格莱德红星
- 塞尔维亚足球超级联赛冠军：2017–18、2018–19、2019–20、2020–21

### 国家队
加纳U20
- 國際足協U-20世界盃季军：2013